# Polygonum thunbergii
Polygonum thunbergii là một loài thực vật có hoa trong họ Rau răm. Loài này được Siebold & Zucc. miêu tả khoa học đầu tiên năm 1846.